# Obléhání Jihlavy (1423)
Obléhání Jihlavy roku 1423 trvalo po několik dnů v polovině září 1423. Vojenská posádka loajální římskému císaři a českému králi Zikmundu Lucemburskému a moravskému markraběti Albrechtu II. Habsburskému uhájila město Jihlavu na česko-moravském pomezí před vojsky východočeského husitského svazu pod velením slepého hejtmana Jana Žižky z Trocnova a vrchního velitele svazu Jana Hvězdy z Vícemilic během jejich tažení na Moravu během husitských válek. Téměř měsíční vojenská operace zahrnovala taktéž polní střet v podobě výpadu Jihlavanů proti husitům, což tak představovalo jeden z posledních polních střetů vojsk pod velením hejtmana Žižky. 

## Pozadí
Na jaře roku 1423 se vojevůdce Jan Žižka ve zlém rozešel s táborským svazem a začal ve východních Čechách budovat tzv. Menší Tábor. Pod Žižkovu moc byli postupně zahrnuti i původní východočeští husité-orebité vedení Žižkovým přítelem knězem Ambrožem z Hradce. Svaz Menšího Tábora se po svém založení v Německém Brodě 8. března 1423 zpočátku opíral zejména o bývalou táborskou polní obec a orebskou a táborskou šlechtu. Vzrůstající moc slepého hejtmana se nelíbila zemskému panstvu, . 20. dubna 1423 jejich vojsko Žižka porazil v bitvě u Hořic, stejně tak v bitvě u Strachova dvora porazil slepý hejtman bývalého spojence Diviše Bořka z Miletínka ve vůbec prvním střetu mezi husitskými vojsky a následně obsadil Hradec Králové. Koncem léta pak dosáhl míru s pražským svazem a začal připravovat své tažení na Moravu. Kvůli jeho pokročilé slepotě byl jedním z jeho nejbližších hejtmanů vojevůdce Jan Hvězda z Vícemilic.

## Průběh obléhání
O výpravě se zmiňuje několik pozdějších textů Starých letopisů českých.
Jeho vojsko vojsko vytáhlo patrně začátkem září z prostoru východních Čech, když nedlouho předtím obsadilo města Čáslav a Kutná Hora. Výprava byla patrně primárně namířena proti katolickým městům na Českomoravské vysočině a dále pak statkům umírněného kališníka Menharta II. z Hradce v jihovýchodních Čechách. Jihlava v té době představovala strategickou pevnost na jedné z hlavních dopravních cest z Čech na Moravu, plně loajální králi Zikmundovi a markraběti Albrechtovi. Díky vysokému procentu zdejšího německého obyvatelstva zde nemělo husitství valnou oporu, do města navíc prchaly zástupy katolických uprchlíků vyhnaných z husity ovládnutými městy, jako např. z Čáslavi či Kutné Hory.
K Jihlavě Žižkovo vojsko přitáhlo zhruba v polovině měsíce září a zaujalo pozice nedaleko městského opevnění. Je doloženo, že během krátkého obléhání města husitským vojskem byl obránci města uskutečněn útočný výpad proti obléhatelům. Z lakonických textů se lze dozvědět, že husité odrazili výpad jihlavanů a Žižka je bil a pronásledoval až k příkopu města. Jisté prameny zároveň tvrdí, že jihlavští měli při své akci způsobit Žižkovu svazu povážlivé ztráty a následně došlo k jednáním obou stran, které vyplynulo v dohodu obou stran o vzájemném neútočení a odtažení vojska od města. Další poloha hustského tažení uvádí, že mezi 19.  a 21. září oblehlo jeho vojsko Telč. 

## Důsledky
Neúspěšné obléhání dobře opevněné Jihlavy zřejmě nijak zvlášť nenarušilo toto Žižkovo moravské tažení a nejspíše tedy nebylo jasným strategickým cílem tažení. Operaci obléhání Telče nejspíše velel samostatně Jan Hvězda, Žižka se s částí vojska měl vydat k Pelhřimovu. Hvězda na Menhartově panství v oblasti vyplenil několik vesnic zaútočil na několik hradů, někdy během podzimu údajně 17. listopadu, byl pak Menhartem poražen v bitvě u Horních Dubenek nedaleko hradu Janštejn a stáhl se k Žižkovu voji. O činnosti slepého vojevůdce a jeho bratrstva v poslední čtvrtině roku opět chybí jakékoliv záznamy. Do dnešních dnů se dochoval pouze dopis, jímž mu Hradečtí dávají výstrahu před úkladným vrahem z konce listopadu 1423. Staré letopisy posléze velmi podrobně popisují Žižkovo tažení do Uher, tedy na území dnešního Slovenska, avšak přední odborníci v oblasti husitských dějin kladou vznik tohoto záznamu do období po roce 1525 a shodují se, že událost je buď vybájená, nebo zpravodaj popisuje tažení sirotků z roku 1431.